# Camden (Indiana)
Camden es un pueblo ubicado en el condado de Carroll en el estado estadounidense de Indiana. En el Censo de 2010 tenía una población de 611 habitantes y una densidad poblacional de 900,41 personas por km².

## Geografía
Camden se encuentra ubicado en las coordenadas 40°36′37″N 86°32′17″O / 40.61028, -86.53806. Según la Oficina del Censo de los Estados Unidos, Camden tiene una superficie total de 0.68 km², de la cual 0.68 km² corresponden a tierra firme y (0.38%) 0 km² es agua.

## Demografía
Según el censo de 2010, había 611 personas residiendo en Camden. La densidad de población era de 900,41 hab./km². De los 611 habitantes, Camden estaba compuesto por el 98.2% blancos, el 0.33% eran afroamericanos, el 0.16% eran amerindios, el 0% eran asiáticos, el 0% eran isleños del Pacífico, el 0% eran de otras razas y el 1.31% pertenecían a dos o más razas. Del total de la población el 0% eran hispanos o latinos de cualquier raza.